# Lage Landenlijst
De Lage Landenlijst is sinds 2016 een jaarlijks radioprogramma en een hitlijst van 100 populaire Nederlandstalige klassiekers sinds 1945, zowel uit België als uit Nederland. De lijst wordt telkens uitgezonden op Radio 1 (Vlaanderen). De eerste jaren werd de gemeenschappelijke uitzending op hetzelfde moment op een Nederlandse radiozender uitgezonden (NPO Radio 5 in 2016 en 2017, Omroep Brabant, L1 en Omroep Zeeland van 2018 tot 2020). De lijst wordt samengesteld door de luisteraars via een online stemming vooraf.
Tijdens de gemeenschappelijke uitzendingen waren ook de nieuwsbulletins en de verkeersinformatie gemengd Vlaams-Nederlands. De Lage Landenlijst wordt gepresenteerd door een duo dat bestaat uit een Belg en een Nederlander. Voor België was dat de eerste jaren Jan Hautekiet. Voor Nederland was dat in 2016 Hans Schiffers, in 2017 Jan Douwe Kroeske, in 2018 Kirsten Paulus en in 2019 Maarten Kortlever.

## De lijst in 2024
De negende editie vond plaats op zaterdag 7 september 2024. De presentatie was in handen van Evert Venema en Senne Guns.
| 2024 | 2023 | 2022 | 2021 | 2020 | 2019 | 2018 | 2017 | 2016 | Artiest                       | Lied          |
| ---- | ---- | ---- | ---- | ---- | ---- | ---- | ---- | ---- | ----------------------------- | ------------- |
| 1    | 1    | 1    | 2    | 1    | 1    | 1    | 3    | 29   | Kommil Foo                    | Ruimtevaarder |
| 2    | 2    | 2    | 3    | 4    | 2    | 2    | 1    | 45   | Het Zesde Metaal              | Ploegsteert   |
| 3    | 13   | 8    | 9    | 7    | 8    | 14   | 12   | 51   | Boudewijn de Groot            | Avond         |
| 4    | 6    | 24   | 18   | 23   | 6    |      |      |      | Brihang                       | Steentje      |
| 5*   | 5    | 3    | 4    | 6    | 9    | 9    | 7    | 2    | Gorki                         | Mia           |
| 5*   | 7    | 5    | 1    | 2    | 17   | 26   | 32   | 28   | Kris De Bruyne                | Amsterdam     |
| 7    | 4    | 6    | 7    | 3    | 3    | 5    | 2    | 1    | Ramses Shaffy & Liesbeth List | Pastorale     |
| 8    | 8    | 7    | 8    | 8    | 13   | 10   | 6    | 4    | Raymond van het Groenewoud    | Twee meisjes  |
| 9    | 10   | 9    | 10   | 13   | 10   | 19   | 14   | 83   | The Scene                     | Blauw         |
| 10   | 9    | 10   |      |      |      |      |      |      | Merol                         | Vol           |

(*) Amsterdam en Mia haalden eenzelfde aantal stemmen, zodat ze beide op de 5de plaats eindigden.

## De lijst in 2023[1]
De achtste editie vond plaats op zaterdag 2 september 2023.
| 2023 | 2022 | 2021 | 2020 | 2019 | 2018 | 2017 | 2016 | Artiest                       | Lied          |
| ---- | ---- | ---- | ---- | ---- | ---- | ---- | ---- | ----------------------------- | ------------- |
| 1    | 1    | 2    | 1    | 1    | 1    | 3    | 29   | Kommil Foo                    | Ruimtevaarder |
| 2    | 2    | 3    | 4    | 2    | 2    | 1    | 45   | Het Zesde Metaal              | Ploegsteert   |
| 3    | 4    | 6    | 5    | 5    | 7    | 18   | 9    | Wim De Craene                 | Tim           |
| 4    | 6    | 7    | 3    | 3    | 5    | 2    | 1    | Ramses Shaffy & Liesbeth List | Pastorale     |
| 5    | 3    | 4    | 6    | 9    | 9    | 7    | 2    | Gorki                         | Mia           |
| 6    | 24   | 18   | 23   | 6    |      |      |      | Brihang                       | Steentje      |
| 7    | 5    | 1    | 2    | 17   | 26   | 32   | 28   | Kris De Bruyne                | Amsterdam     |
| 8    | 7    | 8    | 8    | 13   | 10   | 6    | 4    | Raymond van het Groenewoud    | Twee meisjes  |
| 9    | 10   |      |      |      |      |      |      | Merol                         | Vol           |
| 10   | 9    | 10   | 13   | 10   | 19   | 14   | 83   | The Scene                     | Blauw         |

## De lijst in 2022[2]
De zevende editie vond plaats op zaterdag 3 september 2022.
| 2022 | 2021 | 2020 | 2019 | 2018 | 2017 | 2016 | Artiest                       | Lied          |
| ---- | ---- | ---- | ---- | ---- | ---- | ---- | ----------------------------- | ------------- |
| 1    | 2    | 1    | 1    | 1    | 3    | 29   | Kommil Foo                    | Ruimtevaarder |
| 2    | 3    | 4    | 2    | 2    | 1    | 45   | Het Zesde Metaal              | Ploegsteert   |
| 3    | 4    | 6    | 9    | 9    | 7    | 2    | Gorki                         | Mia           |
| 4    | 6    | 5    | 5    | 7    | 18   | 9    | Wim De Craene                 | Tim           |
| 5    | 1    | 2    | 17   | 26   | 32   | 28   | Kris De Bruyne                | Amsterdam     |
| 6    | 7    | 3    | 3    | 5    | 2    | 1    | Ramses Shaffy & Liesbeth List | Pastorale     |
| 7    | 8    | 8    | 13   | 10   | 6    | 4    | Raymond van het Groenewoud    | Twee meisjes  |
| 8    | 9    | 7    | 8    | 14   | 12   | 51   | Boudewijn de Groot            | Avond         |
| 9    | 10   | 13   | 10   | 19   | 14   | 83   | The Scene                     | Blauw         |
| 10   |      |      |      |      |      |      | Merol                         | Vol           |

## De lijst in 2021
De zesde editie op zaterdag 4 september 2021 werd enkel uitgezonden op de Vlaamse Radio 1. Xavier Taveirne en de Vlaamse Nederlander Evert Venema presenteerden de lijst.
| 2021 | 2020 | 2019 | 2018 | 2017 | 2016 | Artiest                       | Lied          |
| ---- | ---- | ---- | ---- | ---- | ---- | ----------------------------- | ------------- |
| 1    | 2    | 17   | 26   | 32   | 28   | Kris De Bruyne                | Amsterdam     |
| 2    | 1    | 1    | 1    | 3    | 29   | Kommil Foo                    | Ruimtevaarder |
| 3    | 4    | 2    | 2    | 1    | 45   | Het Zesde Metaal              | Ploegsteert   |
| 4    | 6    | 9    | 9    | 7    | 2    | Gorki                         | Mia           |
| 5    | 14   | 4    | 4    | 28   | 72   | Yevgueni                      | Als ze lacht  |
| 6    | 5    | 5    | 7    | 18   | 9    | Wim De Craene                 | Tim           |
| 7    | 3    | 3    | 5    | 2    | 1    | Ramses Shaffy & Liesbeth List | Pastorale     |
| 8    | 8    | 13   | 10   | 6    | 4    | Raymond van het Groenewoud    | Twee meisjes  |
| 9    | 7    | 8    | 14   | 12   | 51   | Boudewijn de Groot            | Avond         |
| 10   | 13   | 10   | 19   | 14   | 83   | The Scene                     | Blauw         |

## De lijst in 2020
De vijfde editie werd uitgezonden op zaterdag 17 oktober 2020 en was opnieuw een coproductie tussen Radio 1 en drie regionale Nederlandse zenders: Omroep Brabant, L1 uit Limburg en Omroep Zeeland.
Door de coronacrisis werd de geplande gezamenlijke uitzending van op de grens tussen Baarle-Hertog en Baarle-Nassau vervangen door twee parallelle uitzendingen. In Vlaanderen presenteerden Jan Hautekiet en Evert Venema de lijst, in Nederland Maarten Kortlever, Elsa van Hermon en Henk Hover. In tegenstelling tot de voorgaande edities waren er ook geen gezamenlijke nieuwsuitzendingen.
| 2020 | 2019 | 2018 | 2017 | 2016 | Artiest                       | Lied                      |
| ---- | ---- | ---- | ---- | ---- | ----------------------------- | ------------------------- |
| 1    | 1    | 1    | 3    | 29   | Kommil Foo                    | Ruimtevaarder             |
| 2    | 17   | 26   | 32   | 28   | Kris De Bruyne                | Amsterdam                 |
| 3    | 3    | 5    | 2    | 1    | Ramses Shaffy & Liesbeth List | Pastorale                 |
| 4    | 2    | 2    | 1    | 45   | Het Zesde Metaal              | Ploegsteert               |
| 5    | 5    | 7    | 18   | 9    | Wim De Craene                 | Tim                       |
| 6    | 9    | 9    | 7    | 2    | Gorki                         | Mia                       |
| 7    | 8    | 14   | 12   | 51   | Boudewijn de Groot            | Avond                     |
| 8    | 13   | 10   | 6    | 4    | Raymond van het Groenewoud    | Twee meisjes              |
| 9    | 29   | 8    | 9    | 8    | The Scene                     | Iedereen is van de wereld |
| 10   | 7    | 3    | /    | /    | BLØF & Geike Arnaert          | Zoutelande                |

## De lijst in 2019
De vierde editie werd uitgezonden op zaterdag 14 september 2019 en gepresenteerd door Jan Hautekiet en Maarten Kortlever. Het was wederom een coproductie tussen Radio 1 en drie regionale Nederlandse zenders: Omroep Brabant, L1 uit Limburg en Omroep Zeeland. Het programma werd uitgezonden vanuit Ophoven.
Elk uur werd in een nieuwsbulletin een mix van Belgisch en Nederlands nieuws gebracht door nieuwslezers Veerle De Vos en Remco van Schellen (Omroep Zeeland).
| 2019 | 2018 | 2017 | 2016 | Artiest                       | Lied          |
| ---- | ---- | ---- | ---- | ----------------------------- | ------------- |
| 1    | 1    | 3    | 29   | Kommil Foo                    | Ruimtevaarder |
| 2    | 2    | 1    | 45   | Het Zesde Metaal              | Ploegsteert   |
| 3    | 5    | 2    | 1    | Ramses Shaffy & Liesbeth List | Pastorale     |
| 4    | 4    | 28   | 72   | Yevgueni                      | Als ze lacht  |
| 5    | 7    | 18   | 9    | Wim De Craene                 | Tim           |
| 6    | /    | /    | /    | Brihang                       | Steentje      |
| 7    | 3    | /    | /    | BLØF & Geike Arnaert          | Zoutelande    |
| 8    | 14   | 12   | 51   | Boudewijn de Groot            | Avond         |
| 9    | 9    | 7    | 2    | Gorki                         | Mia           |
| 10   | 19   | 14   | 83   | The Scene                     | Blauw         |

## De lijst in 2018
De derde editie werd uitgezonden op zaterdag 22 september 2018 en gepresenteerd door Jan Hautekiet en Kirsten Paulus. Het was een coproductie tussen Radio 1 en drie regionale Nederlandse zenders: Omroep Brabant, L1 uit Limburg en Omroep Zeeland. Het programma werd uitgezonden vanuit Zoutelande, omdat het nummer Zoutelande van BLØF en Geike Arnaert dat jaar een grote hit was in Vlaanderen en Nederland. In de Lage Landenlijst kwam het nummer nieuw binnen op nummer drie. Het werd die dag ook live gebracht.
Elk uur werd in een nieuwsbulletin een mix van Belgisch en Nederlands nieuws gebracht door nieuwslezers Lode Roels en Martin Volder (Omroep Brabant).
| 2018 | 2017 | 2016 | Artiest                       | Lied                      |
| ---- | ---- | ---- | ----------------------------- | ------------------------- |
| 1    | 3    | 29   | Kommil Foo                    | Ruimtevaarder             |
| 2    | 1    | 45   | Het Zesde Metaal              | Ploegsteert               |
| 3    | /    | /    | BLØF & Geike Arnaert          | Zoutelande                |
| 4    | 28   | 72   | Yevgueni                      | Als ze lacht              |
| 5    | 2    | 1    | Ramses Shaffy & Liesbeth List | Pastorale                 |
| 6    | 10   | 5    | Wim Sonneveld                 | Het dorp                  |
| 7    | 18   | 9    | Wim De Craene                 | Tim                       |
| 8    | 9    | 8    | The Scene                     | Iedereen is van de wereld |
| 9    | 7    | 2    | Gorki                         | Mia                       |
| 10   | 6    | 4    | Raymond van het Groenewoud    | Twee meisjes              |

## De lijst in 2017
De tweede editie van de Lage Landenlijst werd uitgezonden op zaterdag 16 september 2017 en gepresenteerd door Jan Hautekiet en Jan Douwe Kroeske. Elk uur werd in een nieuwsbulletin een mix van Belgisch en Nederlands nieuws gebracht door nieuwslezers Kathleen Huys en Marjet Krol.
| 2017 | 2016 | Artiest                       | Lied                      |
| ---- | ---- | ----------------------------- | ------------------------- |
| 1    | 45   | Het Zesde Metaal              | Ploegsteert               |
| 2    | 1    | Ramses Shaffy & Liesbeth List | Pastorale                 |
| 3    | 29   | Kommil Foo                    | Ruimtevaarder             |
| 4    | 6    | Jacques Brel                  | Mijn vlakke land          |
| 5    | 10   | Frank Boeijen                 | Kronenburg Park           |
| 6    | 4    | Raymond van het Groenewoud    | Twee meisjes              |
| 7    | 2    | Gorki                         | Mia                       |
| 8    | 7    | Zjef Vanuytsel                | De zotte morgen           |
| 9    | 8    | The Scene                     | Iedereen is van de wereld |
| 10   | 5    | Wim Sonneveld                 | Het dorp                  |

## De lijst in 2016
De eerste editie van de lijst werd uitgezonden op zaterdag 15 oktober 2016 en gepresenteerd door Jan Hautekiet en Hans Schiffers. Elk uur werd in een nieuwsbulletin een mix van Belgisch en Nederlands nieuws gebracht door nieuwslezers Lode Roels en Marjet Krol.
| 2016 | Artiest                       | Lied                      |
| ---- | ----------------------------- | ------------------------- |
| 1    | Ramses Shaffy & Liesbeth List | Pastorale                 |
| 2    | Gorki                         | Mia                       |
| 3    | Boudewijn de Groot            | Testament                 |
| 4    | Raymond van het Groenewoud    | Twee meisjes              |
| 5    | Wim Sonneveld                 | Het dorp                  |
| 6    | Jacques Brel                  | Mijn vlakke land          |
| 7    | Zjef Vanuytsel                | De zotte morgen           |
| 8    | The Scene                     | Iedereen is van de wereld |
| 9    | Wim De Craene                 | Tim                       |
| 10   | Frank Boeijen                 | Kronenburg park           |

Zie ook
- Tijdloze 100
- Vox 100
- Klara's Top 100
- Top 2000 (Nederland)
- MNM1000